# 아마우리 카르발류 지 올리베이라
아마우리 카르발류 지 올리베이라(Amauri Carvalho de Oliveira, 1980년 6월 3일 ~ )는 흔히 아마우리(Amauri)라는 이름으로 알려져 있는 브라질 태생 이탈리아의 전 축구 선수이다.

## 클럽 경력
AC 키에보베로나에서 본격적으로 자신의 재능을 보여준 아마우리는 2006년 여름 US 팔레르모로 이적, 좋은 활약을 보여주며 2006년 12월까지 18경기에 출장해 8골을 넣었지만, 무릎 부상으로 7개월 동안 경기에 출전하지 못한다. 2007-2008 시즌 복귀 이후에 좋은 활약을 보여주자 2008년 여름 유벤투스 FC와의 이적에 합의해 유벤투스에 입단하게 되었다.

## 국가대표 경력
2010년 8월 11일에 열린 코트디부아르와의 친선 경기에서 처음으로 이탈리아 국가대표로 출전했다.